# تاريخ مركز الكون

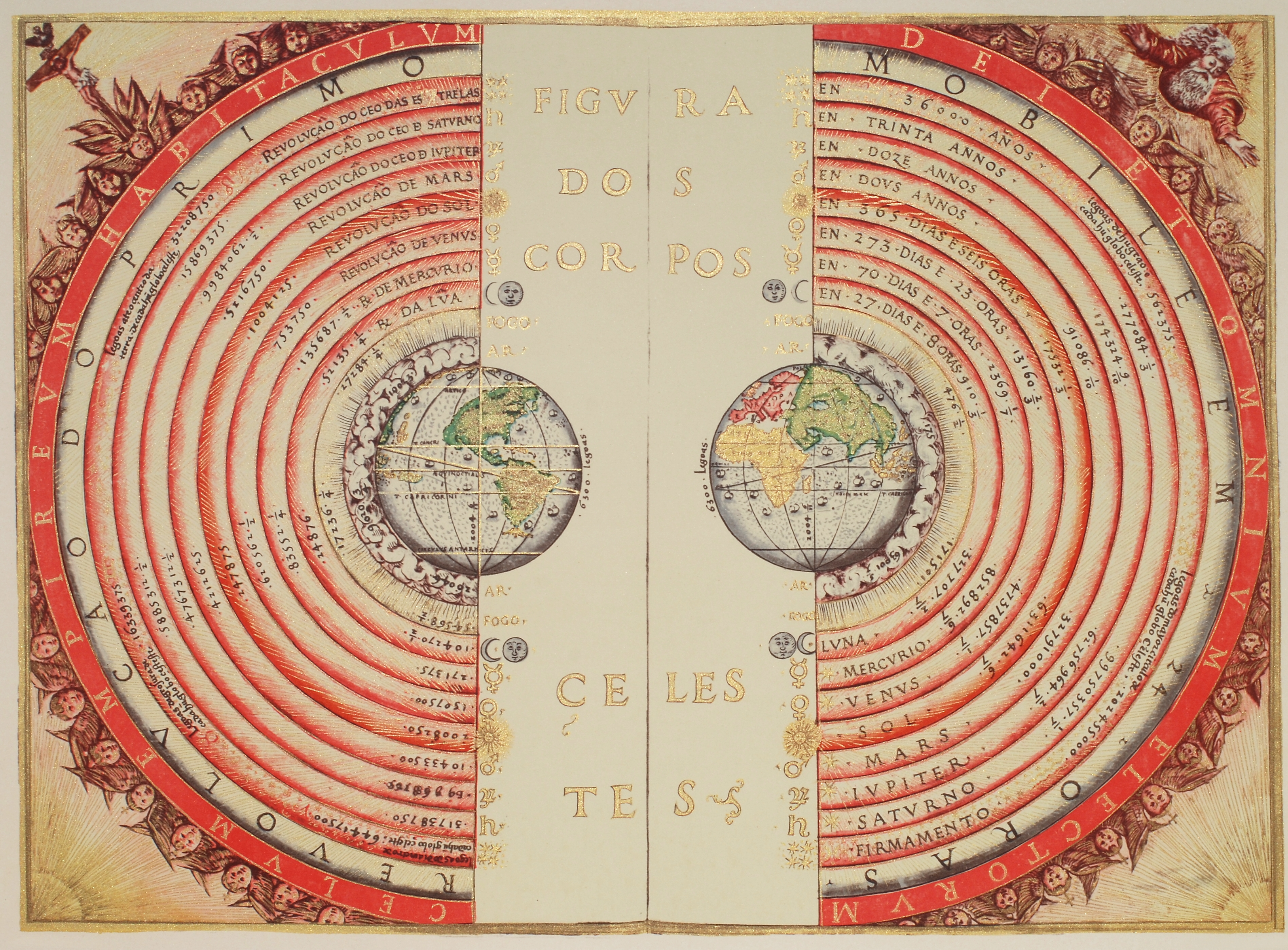

مركز الكون هو مفهوم يفتقر إلى تعريف متماسك في علم الفلك الحديث؛ وفقا للنظريات الكونية القياسية على شكل الكون، ليس له مركز.
تاريخيا، اقترح أناس مختلفون مواقع مختلفة كمركز للكون. تضمنت العديد من علم الكونيات الأسطورية محور موندي، والمحور المركزي للأرض المسطحة التي تربط الأرض، والسماء، والعوالم الأخرى معًا. في القرن الرابع قبل الميلاد في اليونان، طور الفلاسفة نموذج مركز الأرض، بناءً على الملاحظة الفلكية؛ اقترح هذا النموذج أن مركز الكون يقع في مركز الأرض الكروية الثابتة التي تدور حولها الشمس والقمر والكواكب والنجوم. مع تطور النموذج الشمسي الذي قام به نيكولاس كوبرنيكوس في القرن السادس عشر، كان يُعتقد أن الشمس هي مركز الكون، مع الكواكب (بما في ذلك الأرض) والنجوم التي تدور حوله.
في أوائل القرن العشرين، أدى اكتشاف مجرات أخرى وتطور نظرية الانفجار الكبير إلى تطوير نماذج فلكية لكون متجانس ومتناظر الخواص، يفتقر إلى نقطة مركزية ويتوسع في جميع النقاط.

## علم الفلك الخارجي
في الدين أو الأساطير، يعد المحور mundi (أيضًا المحور الكوني أو المحور العالمي أو العمود العالمي أو columna cerului أو مركز العالم) نقطة يوصف بأنه مركز العالم أو العلاقة بينه وبين السماء أو كليهما.
كان جبل حرمون في لبنان يعتبر في بعض الثقافات المحور الرئيسي.
و يعتبر محور موندي في التقليد الكنعاني، حيث يتم تقديم أبناء الله تنازليًا في 1 ايلول (1En6: 6). اعتبر الإغريق القدماء العديد من المواقع كأماكن لأحجار أمفالوس (قطعة أثرية من الحجرالديني) للأرض (السرة)، ولا سيما أوراكل في دلفي، مع الحفاظ على الإيمان بشجرة العالم الكوني وفي جبل أوليمبوس كمسكن للآلهة. لليهودية جبل الهيكل وجبل سيناء، وللمسيحية جبل الزيتون والجلد، والإسلام بمكة، ويقال إنه المكان على الأرض الذي تم إنشاؤه أولاً، وجبل الهيكل (قبة الصخرة). في شنتو، ضريح ايسي هو امفالوس. بالإضافة إلى جبال كون لون، حيث يعتقد أن شجرة الخوخ الخلود تقع، يعترف الديانة الشعبية الصينية بأربعة جبال محددة أخرى كركائز في العالم.
تشكل الأماكن المقدسة مراكز العالم (omphalos) مع مذبح أو مكان للصلاة والمحور. تشكل المذابح وعصي البخور والشموع والمصابيح المحور من خلال إرسال عمود من الدخان والصلاة نحو السماء. وغالبا ما تعكس بنية الأماكن المقدسة هذا الدور. «كل معبد أو قصر - وبالتالي، كل مدينة مقدسة أو إقامة ملكية - هو جبل مقدس، وبالتالي يصبح مركزًا.»  تعكس ستوبا الهندوسية، والبوذية اللاحقة، جبل ميرو. وضعت الكاتدرائيات على شكل صليب، حيث يمثل الشريط العمودي اتحاد الأرض والسماء، حيث تمثل الأعمدة الأفقية اتحاد الناس مع بعضهم البعض، مع مذبح عند التقاطع. هياكل المعبد في المعابد الآسيوية تأخذ شكل درج يربط بين الأرض والسماء. وهناك برج الكنيسة في الكنيسة أو المئذنة في المسجد بمثابة روابط للأرض والسماء. الهياكل مثل العظم، المستمدة من Irminsul سكسونية، وقطب الطوطم بين الشعوب الأصلية في الأمريكتين تمثل أيضا محاور العالم. يمثل كالوميت، أو الأنبوب المقدس، عمودًا من الدخان (الروح) في مركز عالمي. يخلق الماندالا مركزًا عالميًا داخل حدود فضاءه ثنائي الأبعاد يشبه ذلك الذي أنشأه ضريح في الفضاء ثلاثي الأبعاد. في العصور الوسطى، كان بعض المسيحيين يعتقدون أن القدس هي مركز العالم (اللاتينية: umbilicus mundi ، اليونانية: Omphalos)، وكانت ممثلة في خرائط T وO. تتحدث التراتيل البيزنطية عن الصليب «زرعت في وسط الأرض».

## مركز الأرض المسطحة
نموذج الأرض المسطحة هو اعتقاد أن شكل الأرض هو طائرة أو قرص مغطاة بحزم تحتوي على أجسام سماوية. كان لدى معظم الثقافات ما قبل العلمية مفاهيم للأرض المسطحة، بما في ذلك اليونان حتى الفترة الكلاسيكية، وحضارات العصر البرونزي والعصر الحديدي في الشرق الأدنى حتى الفترة الهلنستية، والهند حتى فترة غوبتا (أوائل القرون م) والصين حتى القرن السابع عشر. كما كانت تقام عادة في ثقافات السكان الأصليين للأمريكتين، والأرض المسطحة التي يهيمن عليها الحزم على شكل وعاء مقلوب أمر شائع في المجتمعات ما قبل العلمية.

## الشمس كمركز للكون
المقالات الرئيسية: مركز كوبرنيكان للثورة الشمسية وثورة كوبرنيكان
مركزية الشمس،  هو النموذج الفلكي الذي تدور فيه الأرض والكواكب حول شمس ثابتة نسبيًا في مركز نظامنا الشمسي. الكلمة تأتي من اليونانية (ςος helios "sun" وcenterον kentron "center").
تم اقتراح فكرة أن الأرض تدور حول الشمس منذ القرن الثالث قبل الميلاد من قبل أريستارخوس ساموس،  لكنها لم تتلق أي دعم من معظم علماء الفلك القدامى الآخرين.
تم نشر النظرية الرئيسية لنيكولاس كوبرنيكوس لنموذج مركزية الشمس في مجلة de Revolutionibus orbium coelestium (حول ثورات الأجرام السماوية)، في عام 1543، عام وفاته، على الرغم من أنه صاغ النظرية قبل عدة عقود. لم يتم قبول أفكار كوبرنيكوس على الفور، لكنهم بدأوا تحولًا نموذجيًا من نموذج مركز الأرض البطلمي إلى نموذج مركزية الشمس. إن ثورة كوبرنيك، كما سيطلق على هذا التحول النموذجي، ستستمر حتى عمل إسحاق نيوتن على مدار قرن لاحق.
نشر يوهانس كيبلر أول قانونين له حول حركة الكواكب في عام 1609، بعد أن وجدهما من خلال تحليل الملاحظات الفلكية لتايكو براي. تم نشر قانون كيبلر الثالث في عام 1619. القانون الأول كان «مدار كل كوكب هو القطع الناقص للشمس عند أحد البؤرتين».
في 7 يناير 1610، استخدم جاليليو تلسكوبه، مع البصريات التي تفوق ما كان متاحًا من قبل. ووصف "ثلاث نجوم ثابتة، غير مرئية تمامًا  بصغرها"، وكلها قريبة من كوكب المشتري، والكذب على خط مستقيم من خلالها. أظهرت الملاحظات في الليالي اللاحقة أن مواقف «النجوم» هذه بالنسبة إلى كوكب المشتري كانت تتغير بطريقة كانت لا يمكن تفسيرها لو كانت نجومًا ثابتة بالفعل. في 10 كانون الثاني / يناير، لاحظ غاليليو أن أحدهم قد اختفى، وهي ملاحظة نسبها إلى إخفائه وراء كوكب المشتري. في غضون بضعة أيام، خلص إلى أنهم كانوا يدورون حول كوكب المشتري: صرح غاليليو أنه قد وصل إلى هذا الاستنتاج في 11 يناير. اكتشف ثلاثة من أقمار كوكب المشتري الأربعة الأكبر (أقمار). اكتشف الرابع في 13 يناير. خلقت ملاحظاته للأقمار الصناعية لكوكب المشتري ثورة في علم الفلك: لم يكن الكوكب مع الكواكب الصغيرة التي تدور حوله يتوافق مع مبادئ علم الكونيات الأرسطية، والتي تنص على أن جميع الأجرام السماوية يجب أن تدور حول الأرض،  في عام 1920، وقع الجدل الكبير بين هارلو شبلي وكورتيس، بشأن طبيعة درب التبانة، والسدم اللولبي، وأبعاد الكون. لدعم إدعائه بأن سديم أندروميدا سديم (M31) كان مجرة خارجية، لاحظ كورتيس أيضًا ظهور الممرات الداكنة التي تشبه السحب الترابية في مجرتنا، وكذلك تحول دوبلر الكبير. في عام 1922 قدم Ernst Öpik طريقة فلكية وبسيطة وأنيقة لتقدير المسافة من M31. أدت نتيجته إلى وضع سديم أندروميدا بعيدًا عن مجرتنا على بعد حوالي 450,000 بارسك، أي حوالي 1500000 لتر. حسم إدوين هابل النقاش حول ما إذا كانت هناك مجرات أخرى موجودة في عام 1925 عندما حدد نجوم Cepheid المتغير خارج المجرة لأول مرة على صور فلكية لـ M31. تم تصنيعها باستخدام تلسكوب هوكر الذي يبلغ طوله 2.5 متر (100 بوصة)، وقد مكنت من تحديد سديم جريت أندروميدا. أظهر قياساته بشكل قاطع أن هذه الميزة لم تكن مجموعة من النجوم والغاز داخل مجرتنا، ولكن كانت مجرة منفصلة تمامًا تقع على مسافة كبيرة من منطقتنا. هذا أثبت وجود مجرات أخرى.

### توسيع الكون
أظهر هابل أيضًا أن الانزياح الأحمر للمجرات الأخرى يتناسب تقريبًا مع بعدها عن الأرض (قانون هابل). رفع هذا ظهور مجرتنا في مركز الكون المتوسع، ومع ذلك، رفض هابل النتائج فلسفيا: ... إذا رأينا جميع السدم تتراجع عن مكانتها في الفضاء، فإن كل مراقب آخر، بغض النظر عن مكان تواجده، سيرى السدم جميعه يتراجع عن منصبه. ومع ذلك، تم اعتماد الافتراض. يجب ألا يكون هناك موقع مفضل في الكون، ولا مركز، ولا حدود؛ يجب على الجميع رؤية الكون على حد سواء. ومن أجل ضمان هذا الموقف، يفترض عالم الكونيات النظائر المكانية والتجانس المكاني، وهي طريقته في إعلان أن الكون يجب أن يكون متشابهًا إلى حد كبير في كل مكان وفي كل الاتجاهات. "من المفهوم الآن أن الملاحظات الحمراء المنبثقة عن هابل، والتي يبدو أن المجرات تتحرك فيها عنا بمعدل يتناسب مع المسافة منا، هي نتيجة للتوسع المتري للفضاء. هذا هو زيادة المسافة بين جزأين بعيدين من الكون مع مرور الوقت، وهو امتداد جوهري حيث يتغير حجم الفضاء نفسه. كما نظرية هابل، فإن جميع المراقبين في أي مكان في الكون سوف تلاحظ تأثير مماثل.

### مبادئ كوبرنيك وعلم الكونيات
ينص مبدأ كوبرنيكان، الذي سمي على اسم نيكولاس كوبرنيكوس، على أن الأرض ليست في موقع مركزي مفضل بشكل خاص. أطلق هيرمان بوندي هذا المبدأ على اسم كوبرنيكوس في منتصف القرن العشرين، على الرغم من أن المبدأ نفسه يرجع إلى تحول نموذج القرن السادس عشر إلى القرن السابع عشر بعيدًا عن النظام البطالمة في مركز الأرض. المبدأ الكوسمولوجي هو امتداد لمبدأ كوبرنيكان الذي ينص على أن الكون متجانس (نفس الأدلة الرصدية متاحة للمراقبين في مواقع مختلفة في الكون) ومتساوي الخواص (تتوفر نفس الأدلة الرصدية من خلال النظر في أي اتجاه في الكون). الكون المتجانس الخواص ليس له مركز.